# Osztroluka
Osztroluka (szlovákul: Ostrá Lúka) község Szlovákiában, a Besztercebányai kerületben, a Zólyomi járásban.

## Fekvése
Zólyomtól 7 km-re nyugat-délnyugatra, a Selmeci-hegység és a Pelsőci-medence találkozásánál fekszik.

## Története
A települést az 1332 és 1337 közötti pápai tizedjegyzékben említik először. Ekkor már állt régi gótikus temploma is, melynek romjait még említik a régebbi források – ez a templom a 17. század végén pusztult el. 1393-ban „Ostralica”, 1424-ben „Ostrolwka” néven tűnik fel. A 15. század elején a falu a jókői váruradalom része volt. A század végétől a helyi nemes Osztroluczky családé. 1518-ban „Osztralwka” néven említik. 1582 és 1668 között a töröknek fizetett adót. 1636-ban Osztroluczky Menyhért kastélyt épített ide. A mai temető helyén egykor artikuláris evangélikus templom állt, mely 1742-ben épült a korábbi, 1682-ben épített templom helyén.
A 18. század végén Vályi András így ír róla: „OSZTROLUKA. Zólyom Várm. földes Ura Osztroluky Uraság, lakosai katolikusok, fekszik Baczúchhoz közel, mellynek filiája, határjának 1/3 része hegyes, és kőves, legelője elég, földgye közép termékenységű, 2/3 része síkos, fája van mind a’ két féle, piatzozása Zólyomban, és Selmeczen.”
1813 után Osztroluczky Mihály volt a birtokosa, akinek Adél nevű lánya Ľudovít Štúr barátnője volt. 1828-ban a település 56 házát 417-en lakták.
Fényes Elek 1851-ben kiadott geográfiai szótárában így ír a faluról: „Osztroluka, tót falu, Zólyom vmegyében, közel a Garan vizéhez, termékeny szép vidéken, 28 kath., 389 evang. lak. Evang. és kath. templomok. Csinos urasági kastélyok. Törzsökhelye az Osztroluczky nemzetségnek. Ut. p. Beszterczebánya.”
A trianoni diktátumig Zólyom vármegye Zólyomi járásához tartozott.
Az evangelikus templom a második világháborúban semmisült meg.

## Népessége
| Év:            | 1994. | 2004.   | 2014.    | 2024.   |
| -------------- | ----- | ------- | -------- | ------- |
| Emberek száma: | 244   | 268     | 306      | 333     |
| Eltérés:       |       | +9,83 % | +14,17 % | +8,82 % |

| Év:            | 2023. | 2024. |
| -------------- | ----- | ----- |
| Emberek száma: | 333   | 333   |
| Eltérés:       |       | +0 %  |

1910-ben 443, túlnyomórészt szlovák lakosa volt.
2001-ben 256 lakosából 250 szlovák volt.
2011-ben 287 lakosából 275 szlovák.

## Neves személyek
- Itt született Adela Ostrolúcka (Oszroluczky Adél; 1824-1853), Ľudovít Štúr lelki társa.
- Itt tanított Koren István főgimnáziumi tanár, botanikus, Petőfi tanára.
- Itt tanult Crudy Dániel, a Dunáninneni evangélikus egyházkerület püspöke.
- Itt szolgált Demian János evangélikus lelkész.

## Nevezetességek

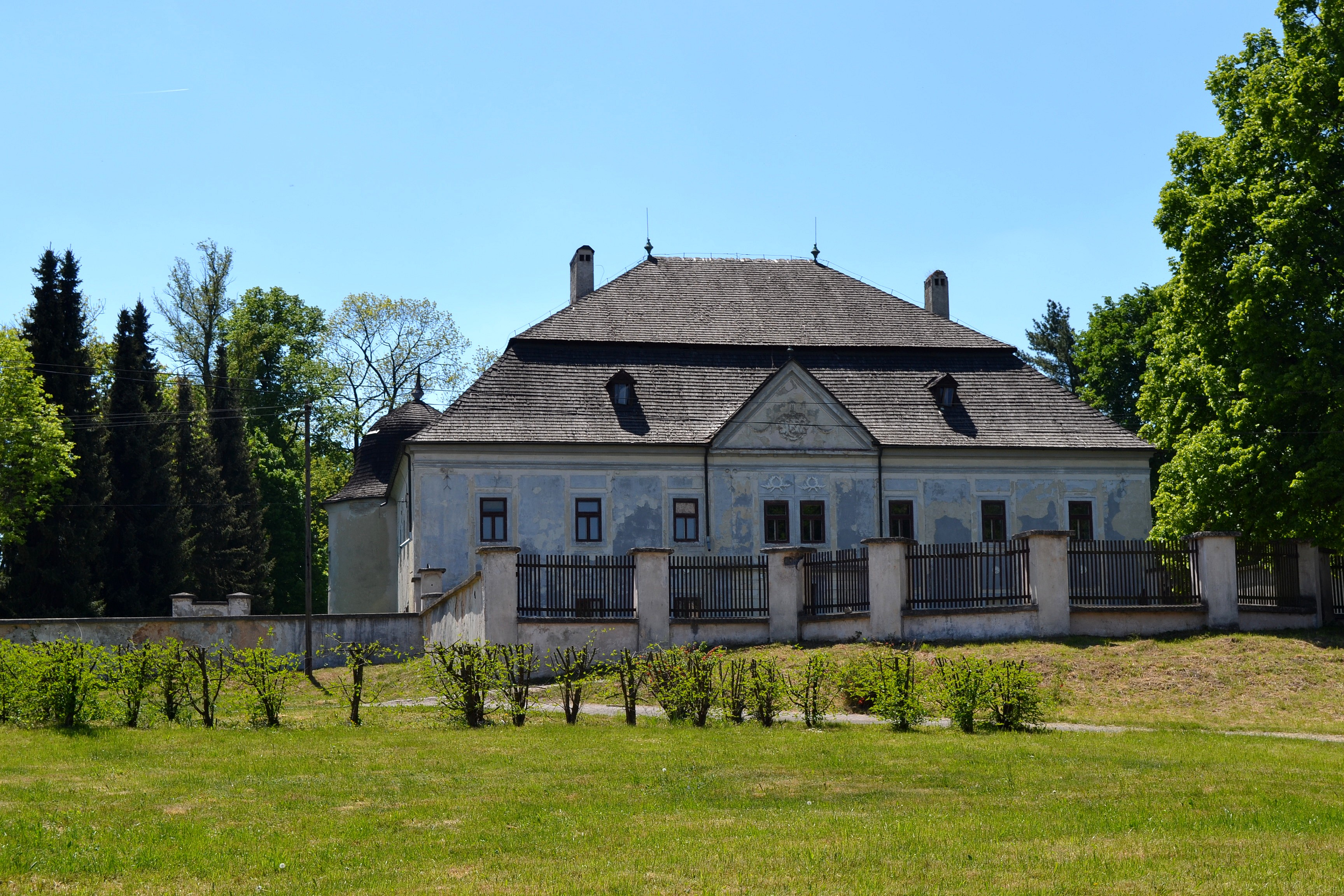
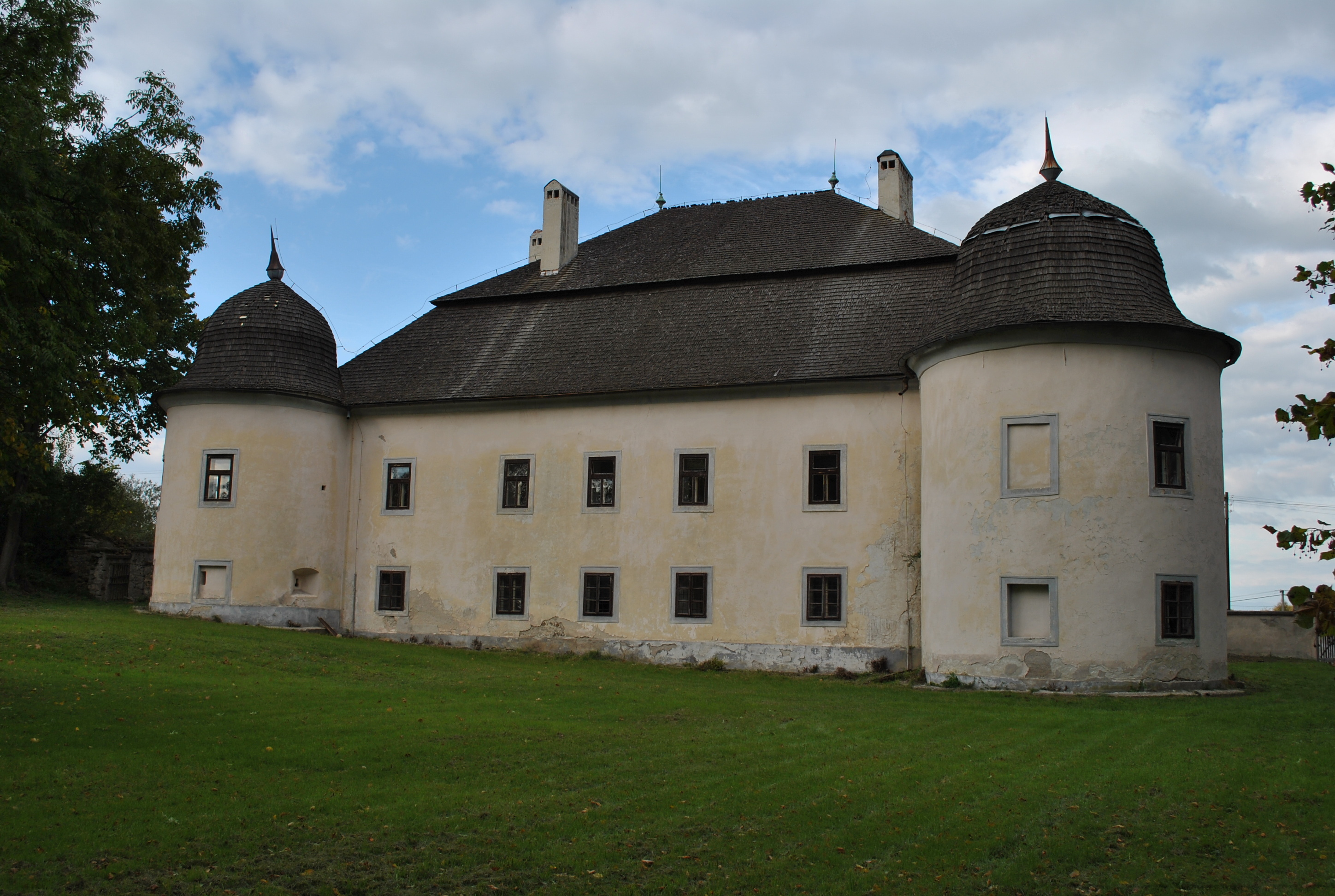
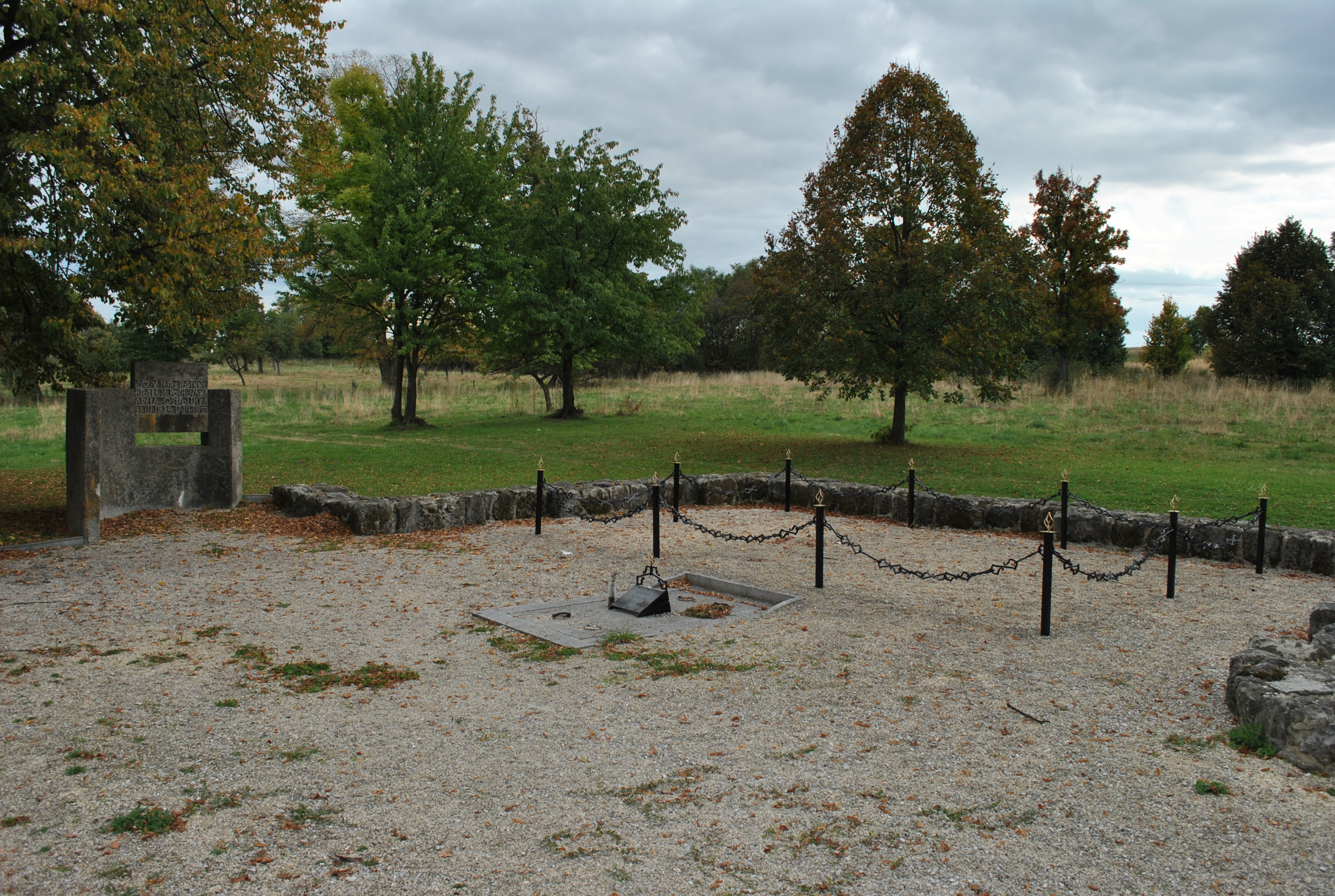

- 1636-ban épült emeletes, két sarokbástyás kastélya, melyet Osztroluczky Menyhért építtetett. A 18. század közepén részben átépítették, ma is korabeli állapotában áll. A kertben található az Osztroluczky család síremléke, itt nyugszik Osztroluczky Adél is.

## Külső hivatkozások
- Községinfó
- Osztroluka Szlovákia térképén
- A község a kistérség honlapján
- E-obce.sk Archiválva 2007. december 12-i dátummal a Wayback Machine-ben